# Ordem de Mérito da FIFA
A Ordem de Mérito da FIFA, é a mais alta honraria adjudicada pela FIFA. O prêmio é apresentado no congresso anual FIFA. É normalmente atribuído a pessoas e entidades que se considera terem feito uma contribuição significativa para futebol.

## Laureados

### Futebolistas
| Nome              | Ano  | País           |
| ----------------- | ---- | -------------- |
| Zagallo           | 1992 | Brasil         |
| Francisco Varallo | 1994 | Argentina      |
| Zico              | 1996 | Brasil         |
| Bobby Moore       | 1996 | Inglaterra     |
| Salif Keita       | 1996 | Mali           |
| Michelle Akers    | 1998 | Estados Unidos |
| Larbi Benbarek    | 1998 | Marrocos       |
| Gilmar            | 1998 | Brasil         |
| Gerd Müller       | 1998 | Alemanha       |
| Fernand Sastre    | 1998 | França         |
| Franz Beckenbauer | 2004 | Alemanha       |
| Pelé              | 2004 | Brasil         |
| Lee Ramoon        | 2004 | Ilhas Caimã    |
| Johnny Warren     | 2004 | Austrália      |
| Paolo Maldini     | 2008 | Itália         |
| Dino Zoff         | 2008 | Itália         |

### Árbitros
| Nome                 | Ano  | País   |
| -------------------- | ---- | ------ |
| Farouk Bouzo         | 1996 | Síria  |
| Javier Muñiz Arriaga | 1996 | México |

### Dirigentes
| Nome                | Ano  | País       |
| ------------------- | ---- | ---------- |
| Maurice Burlaz      | 1996 | França     |
| Guillermo Canedo    | 1998 | México     |
| Henry Fok           | 1998 | Hong Kong  |
| Julio Grondona      | 1998 | Argentina  |
| Viacheslav Koloskov | 1998 | Rússia     |
| Bert Millichip      | 1998 | Inglaterra |
| Karl Heinz Weigang  | 1998 | Sri Lanka  |
| Santiago Bernabéu   | 2002 | Espanha    |
| João Havelange      | 2004 | Brasil     |
| Jules Rimet         | 2004 | França     |

|-
| Otávio Vieira || 2018 ||  Brasil
|-

### Outros indivíduos
| Nome            | Ano  | País           |
| --------------- | ---- | -------------- |
| Henry Kissinger | 1996 | Estados Unidos |
| Nelson Mandela  | 1998 | África do Sul  |

### Clubes
| Nome                    | Ano  | País       |
| ----------------------- | ---- | ---------- |
| Real Madrid             | 2004 | Espanha    |
| Sheffield Football Club | 2004 | Inglaterra |

### Empresas
| Nome      | Ano  | País           |
| --------- | ---- | -------------- |
| Adidas    | 2004 | Alemanha       |
| Coca-Cola | 2004 | Estados Unidos |

### Outros
| Nome                                     | Ano  |
| ---------------------------------------- | ---- |
| Confederação Africana de Futebol         | 2004 |
| Torcida do Japão                         | 2004 |
| Torcida da Coreia                        | 2004 |
| Asociación Uruguaya de Fútbol            | 2004 |
| International Football Association Board | 2004 |
| Televisão                                | 2004 |